# Sansoen Phra Barami
Sansoen Phra Barami (taj. สรรเสริญพระบารมี) – hymn królewski Tajlandii oraz hymn państwowy w latach 1888–1932, słowa napisał Książę Narisara Nuwadtiwongs, a muzykę skomponował Piotr Szczurowski.

## Słowa
Słowa tajskie
ข้าวรพุทธเจ้า

เอามโนและศิระกราน

นบพระภูมิบาล บุญดิเรก

เอกบรมจักริน

พระสยามินทร์ พระยศยิ่งยง

เย็นศิระเพราะพระบริบาล

ผลพระคุณ ธ รักษา

ปวงประชาเป็นสุขศานต์

ขอบันดาล

ธ ประสงค์ใด จงสฤษดิ์ดัง

หวังวรหฤทัย ดุจถวายชัย ชโย
Transkrypcja
Kha Wora Phutthachao

Ao Mano Lae Sira Kran

Nop Phra Phummiban Bunya Direk

Ek Boromma Chakkrin

Phra Siamin

Phra Yotsa Ying Yong

Yen Sira Phro Phra Boriban

Phon Phra Khun Tha Raksa

Puang Pracha Pen Suk San

Kho Bandan

Tha Prasong Dai

Chong Sarit

Dang Wang Wora Haruethai

Dut Cha Thawai Chai Chayo